# Pyrgotidae
Famille

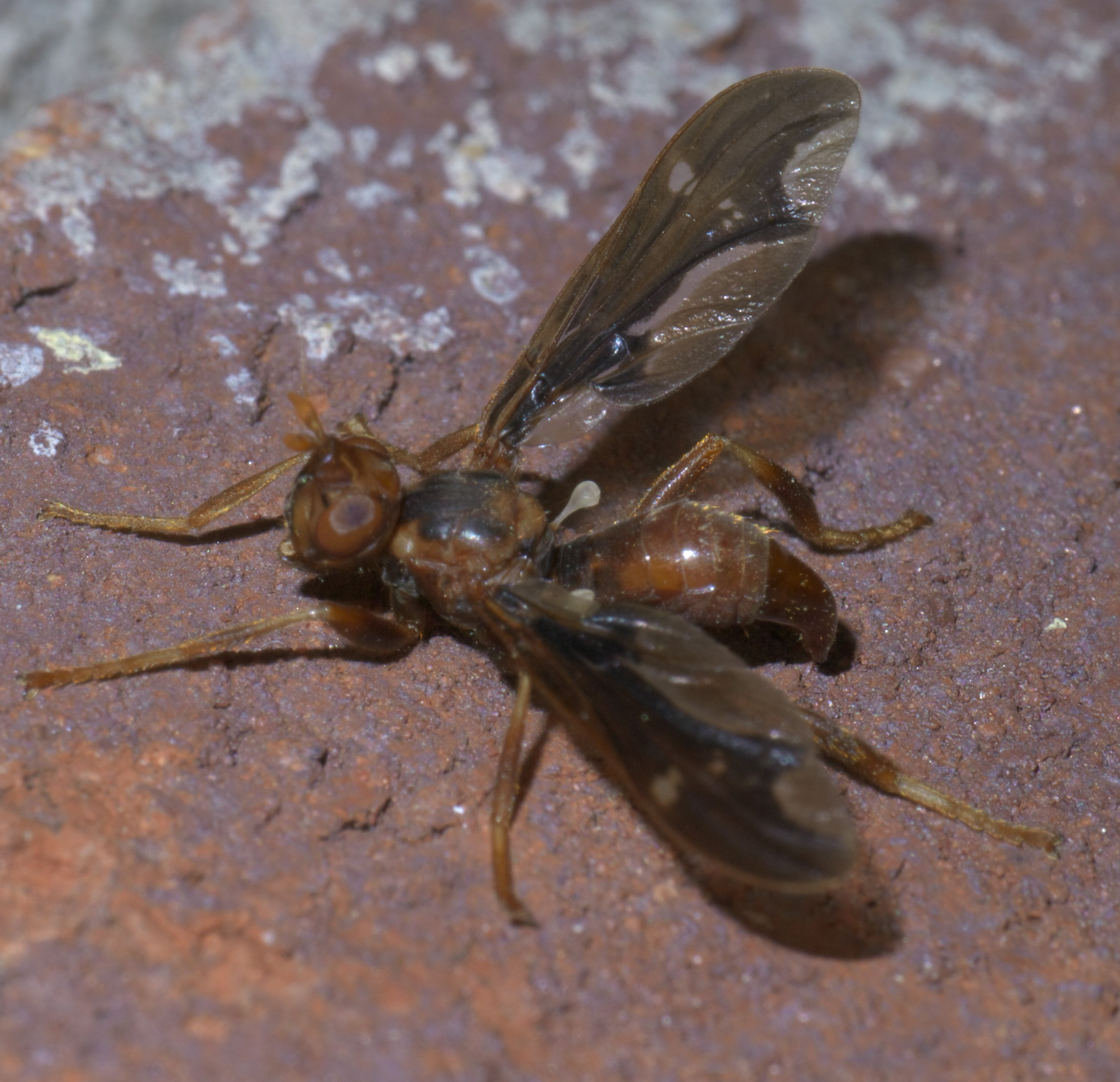
Pyrgota undata, femelle (Pryor Creek, Oklahoma, USA)

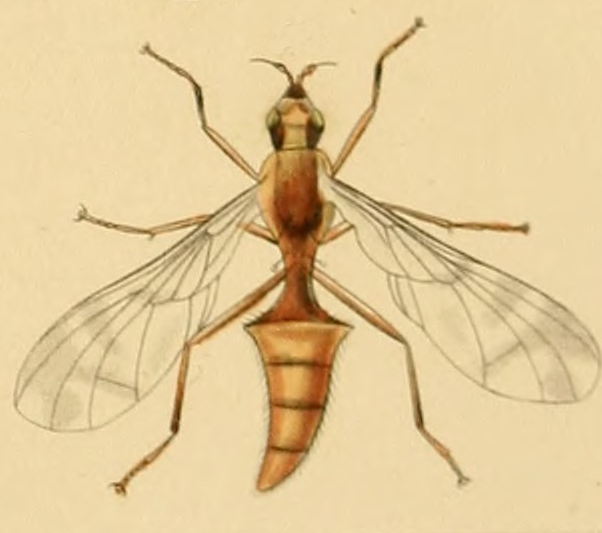
Adapsilia coarctata - femelle

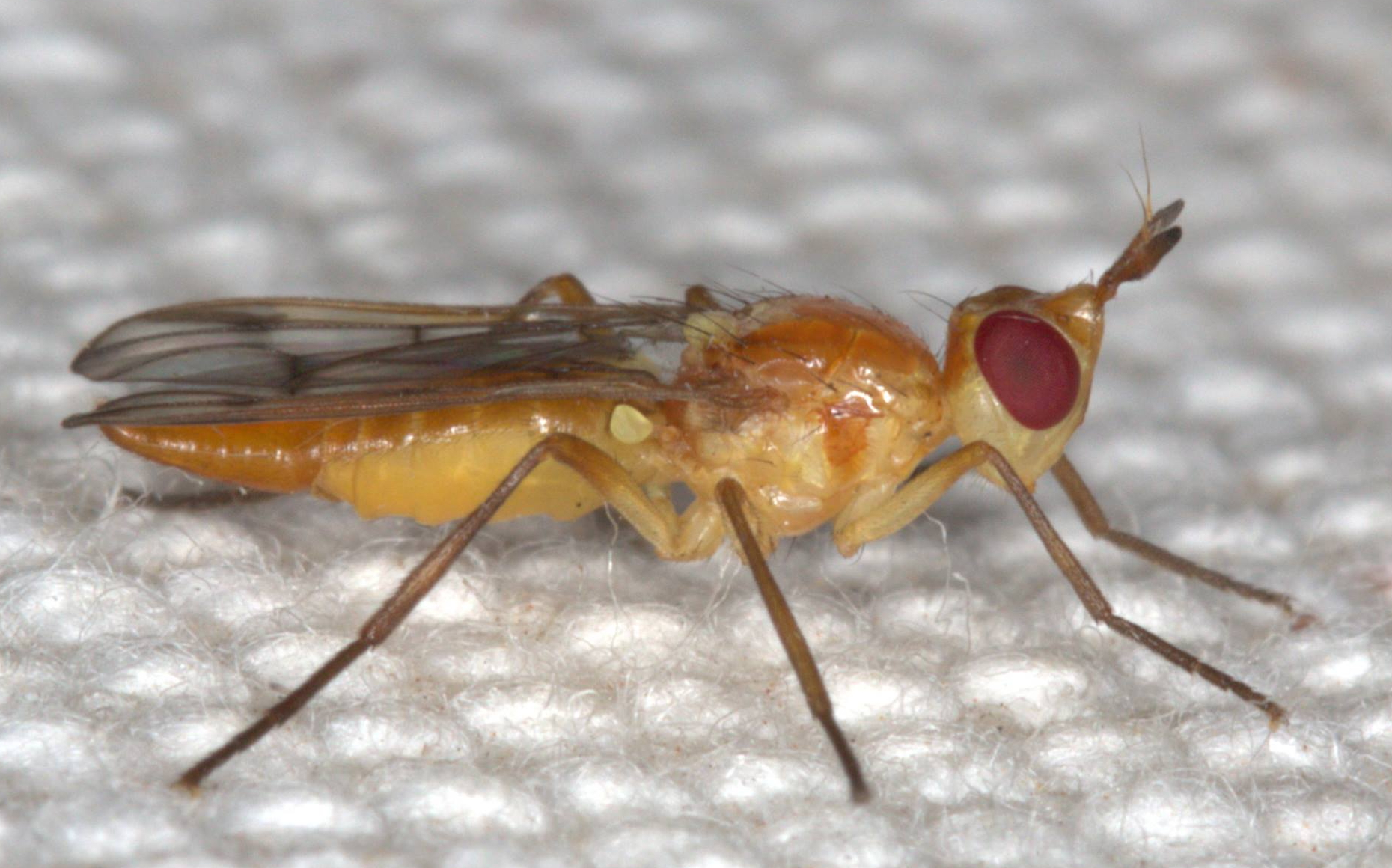
Femelle Pyrgotidae indéterminée (Gauteng, Afrique du Sud)

Les Pyrgotidae sont une famille de diptères de la super-famille des Tephritoidea. 
Les larves parasitent les Scarabaeidae et les adultes sont généralement actifs au crépuscule et attirés par la lumière. Les hôtes de la larve ne sont connus que pour quelques espèces. 
Les Pyrgotidae sont des mouches de taille moyenne ou de grande taille (longueur d’aile comprise entre 3,5 et 19,0 mm). Elles ont généralement un corps élancé jaune ou brun et des ailes à motifs présentant des taches sombres ou des bandes transversales, un gris pâle avec des taches hyalines et rarement, une micro-pilosité uniformément hyaline ou grisâtre. Chez les femelles, l'ovipositeur est rigide et hautement spécialisé. Il est en forme de cône et une membrane ventrale mobile peut fermer complètement son ouverture antérieure (sauf chez la sous-famille sud-américaine des Teretrurinae). Les cellules des ailes bcu sont lobées et courtes et l'aculeus en forme de stylet est beaucoup plus court que l'ovipositeur.
L'ensemble de la faune mondiale comprend environ 365 espèces valides incluses dans 55 genres. La famille des Pyrgotidae comprend 2 sous-familles, celle des Teretrurinae, dont 5 espèces sont présentes en Argentine et au Chili, et celle des Pyrgotinae, réparties dans toutes les régions zoogéographiques, mais principalement dans les zones tropicales et subtropicales, et comprend la grande majorité des espèces. 22 espèces comprises dans 5 genres ont été répertoriées dans l'écozone paléarctique. Une seule espèce est présente en Europe : Adapsilia coarctata,,.

## Liste des genres
Selon Catalogue of Life (1 mars 2013) :
- genre Acropyrgota
- genre Adapsilia
- genre Adapsona
- genre Apyrgota
- genre Campylocera
- genre Cardiacera
- genre Carrerapyrgota
- genre Clemaxia
- genre Commoniella
- genre Congopyrgota
- genre Descoleia
- genre Epice
- genre Epicerella
- genre Euphya
- genre Facilina
- genre Frontalia
- genre Geloemyia
- genre Hendelpyrgota
- genre Hypotyphla
- genre Hypotyphlina
- genre Idiopyrgota
- genre Leptopyrgota
- genre Lopadops
- genre Lygiohypotyphla
- genre Maenomenus
- genre Metropina
- genre Neopyrgota
- genre Neotoxura
- genre Nicholsonia
- genre Osa
- genre Parageloemyia
- genre Peltodasia
- genre Platynostira
- genre Plectrobrachis
- genre Porpomastix
- genre Prodalmannia
- genre Prohypotyphla
- genre Pyrgota
- genre Pyrgotella
- genre Pyrgotina
- genre Pyrgotomyia
- genre Pyrgotosoma
- genre Sinolochmostylia
- genre Siridapha
- genre Stenopyrgota
- genre Stirothrinax
- genre Taeniomastix
- genre Tephritocampylocera
- genre Tephritohypotyphla
- genre Tephritopyrgota
- genre Teretrura
- genre Toxopyrgota
- genre Toxura
- genre Trichempodia
- genre Tropidothrinax
- genre Tylotrypes